# Смалинінкай
Смалинíнкай або Смóльники (лит. Smalininkai, пол. Smolniki) — місто в Литві, розташоване на правому березі річки Німан, в 12 км від Юрбаркаса. Адміністративний центр Смалинінкайського староства. Раніше місто було частиною сільської громади Шмалленінґкен (нім. Schmalleningken у складі Східної Пруссії. У 1923—1939 роках місто було частиною Литви.

## Назва
Історична назва міста походить від нім. smala — смола; нім. -ingken — село, що дослівно перекладається як «смольне село».

## Історія
Сучасне місто Смалінінкай знаходиться на території колишньої прусської сільської громади Шмалленінґкен. У документах згадується з кінця XV століття, як Шмальніґк (нім. Schmalnigk). У 1792 році отримав право торгівлі. На карті початку XIX століття позначається як Шмалленінґкен-Ауґстоґаллен. На початку XIX століття громада Шмалленінґкен складалася з п'яти сіл: Ауґстоґаллен (90 жителів), Ендрушен (нині Ендрюшяй, 60 жителів), Шмалленнінґкен (99 жителів), Шмалленгінґен-Цолль (12 жителів) і Вітткемен (Відкеміс, 89 жителів).
У середині XIX століття громада Шмаллінґенкен складалася з трьох сіл: Ендрушен (295 жителів у 53 дворах), Ауґстоґаллен (661 житель у 118 дворах) та ринкове місто Шмалленінґкен (668 жителів у 143 дворах). У 1885 році в Ендрушені 303 жители у 72 дворах, в Ауґстоґаллені 709 жителів в 160 дворах, в Вітткемені 680 чоловік в 153 дворах.
На карті 1937 року в громаду Шмаллінґенкен також входять три села: Ауґстоґаллен, Ендрушен і Вітткемен.
У 1878 році тут була побудована перша православна церква.
До 1902 року була побудована залізниця від міста Пагегяй.
У 1925 році населення становило 1741 жителів. У 1945 році громада Шмалленінґкен отримує статус міста Смалінінкай у складі Литовської РСР.

## Населення
| Динаміка населення з 1871 по 2020 |          |          |          |          |          |
| 1871                              | 1905     | 1910     | 1925     | 1959пер. | 1970пер. |
| 693                               | 828      | 927      | 1741     | 1100     | 952      |
| 1976                              | 1979пер. | 1989пер. | 2001пер. | 2011пер. | 2020     |
| 900                               | 805      | 758      | 653      | 515      | 395      |
| Гістограма динаміки населення     |          |          |          |          |          |

### Національний склад
| В 2011 р. жило 515 жителів: - Литовці — 97,7 % (503); - Інші — 2,33 % (12). | В 2001 р. жило 653 жителя: - Литовці — 98,32 % (642); - Інші — 1,68 % (11). |

## Ґалерея

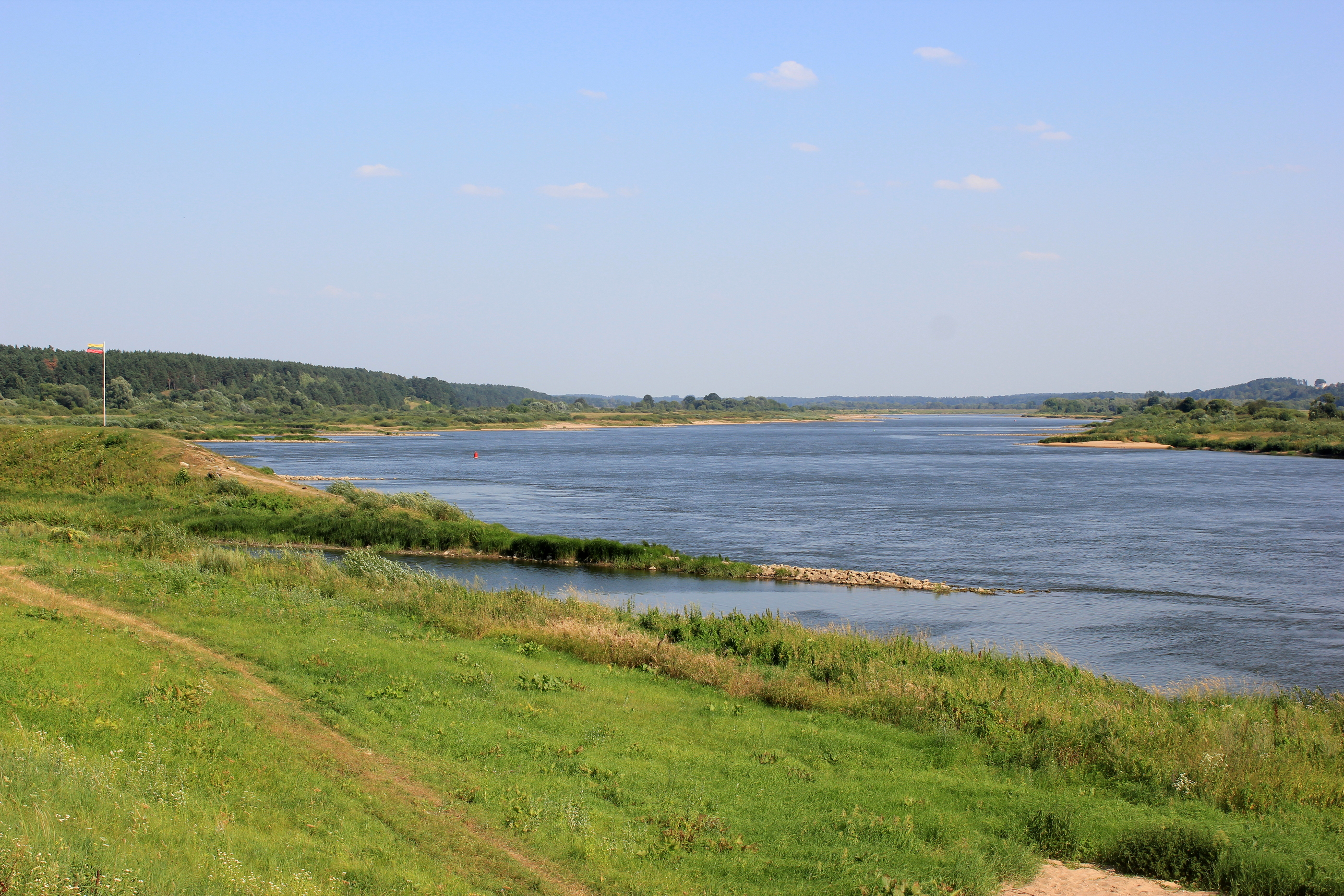
Річка Німан в Смольниках
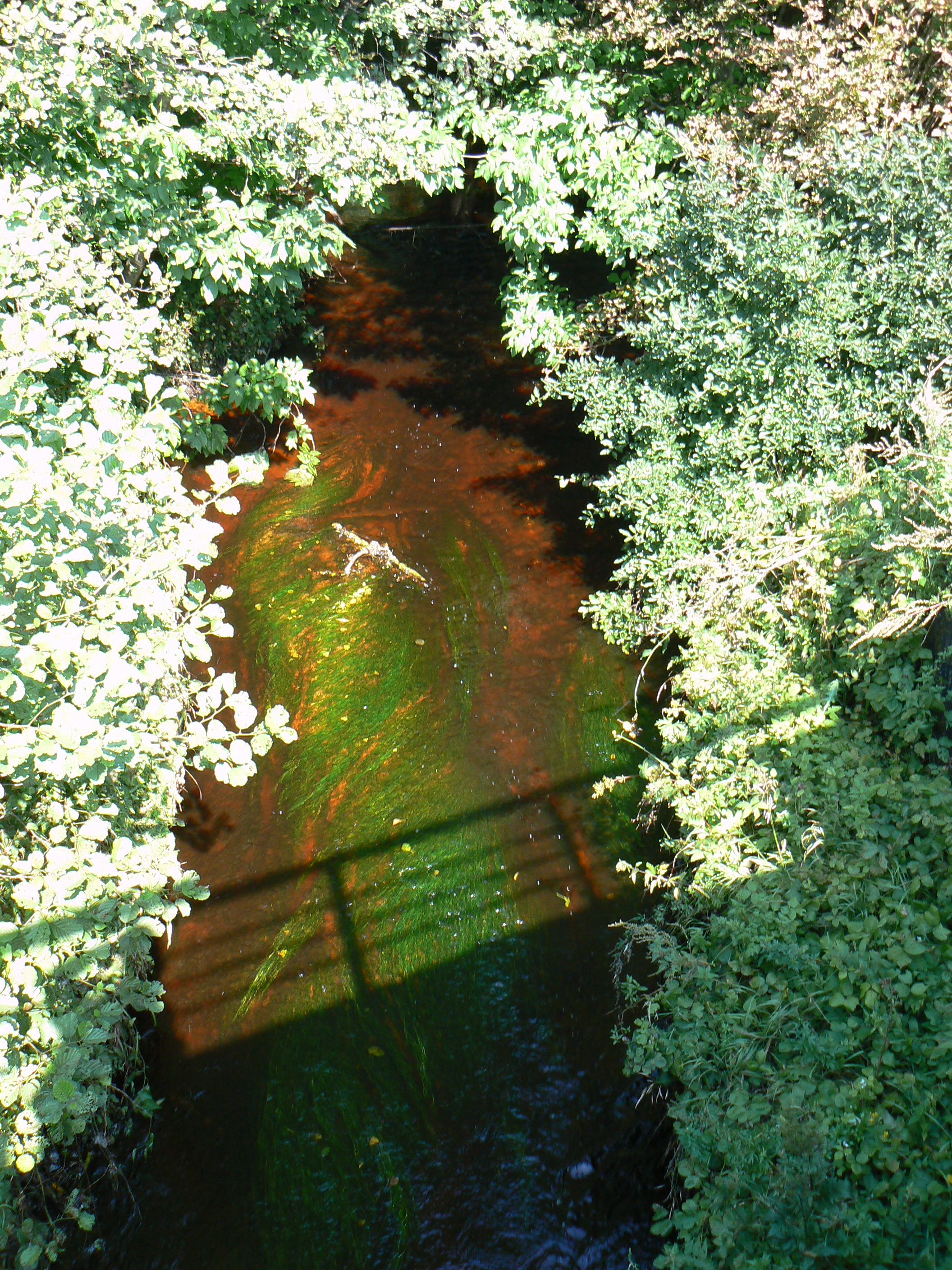
Струмок Швянтої, притока Німану
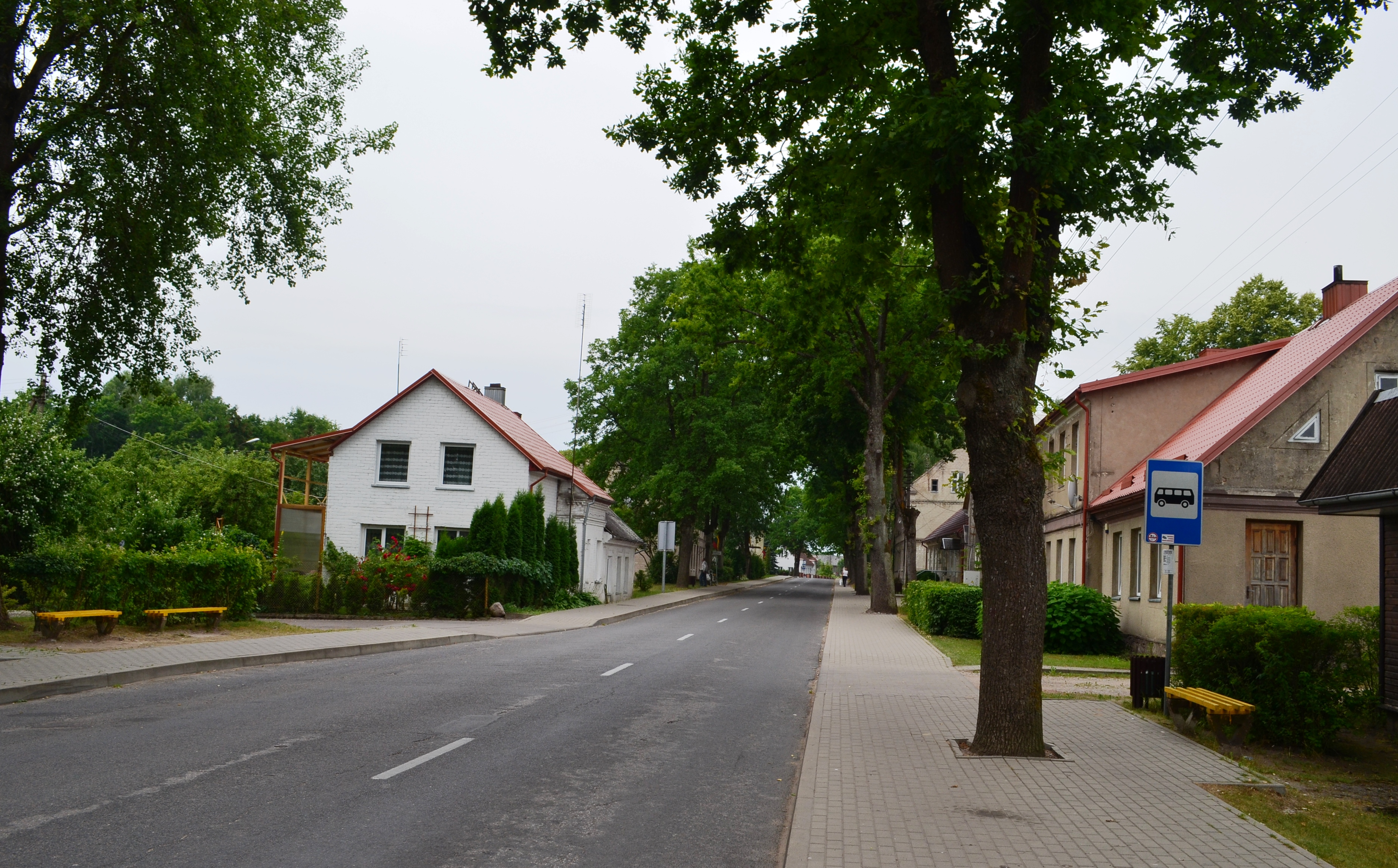
Німанська вулиця